# 道師
道師（みちのし）は、684年（天武天皇13年）に制定された八色の姓の制度で新たに作られた姓（カバネ）で上から5番目。八色の姓の授与が4番目の忌寸で途絶えてしまったので、授与の記録がなく、どのような氏族を対象にした姓であったかは不明である。語の意味から想像すると「諸道の師」であり、難波薬師や河内絵師など、職業に通じ、技術で仕える有力氏族を対象として制定されたもののようである。あるいは「造」姓を対象にしたのではないか、とも言われている。